# Fri rörlighet för personer
Fri rörlighet för personer är en av de fyra friheterna inom Europeiska unionen och en grundläggande rättighet som ger unionsmedborgare rätt att fritt röra sig och uppehålla sig inom unionens territorium, i enlighet med de villkor och begränsningar som fastställs i unionsrätten. Till exempel kan en unionsmedborgare resa till en annan medlemsstat än den där han eller hon är medborgare för att turista, arbeta eller studera, utan några krav på visum, uppehålls- eller arbetstillstånd. Personer som åtnjuter fri rörlighet omfattas av en likabehandlingsprincip som innebär att de, med vissa begränsningar, har rätt till samma behandling i den mottagande medlemsstaten som dess egna medborgare, särskilt vad gäller rätten att ta anställning eller driva företag samt tillgången till social trygghet. Även tredjelandsmedborgare har i regel rätt till fri rörlighet när de följer med eller ansluter sig till en familjemedlem som är unionsmedborgare och som utövar rätten till fri rörlighet, dock kan visum eller, vid uppehåll i mer än tre månader, ett uppehållskort krävas i dessa fall.
Den fria rörligheten för personer härrör från den fria rörligheten för arbetstagare, som instiftades genom Romfördraget och förverkligades under en övergångsperiod fram till och med slutet av 1960-talet. Den fria rörligheten utökades senare till att omfatta andra ekonomiskt aktiva personer, såsom egenföretagare och arbetssökande. Genom Maastrichtfördraget infördes unionsmedborgarskapet och den fria rörligheten har sedan dess utvidgats till att omfatta alla unionsmedborgare, även de som inte är ekonomiskt aktiva, till exempel turister, studenter och pensionärer.
Den fria rörligheten är villkorad med vissa krav som fastställs i rörlighetsdirektivet; för uppehåll i upp till tre månader gäller endast krav på innehav av ett giltigt pass eller nationellt identitetskort som styrker unionsmedborgarskapet. Rätten att röra sig fritt kan begränsas med hänsyn till allmän ordning, allmän säkerhet eller folkhälsa. Under vissa omständigheter, till exempel vid brott, kan en person utvisas från den mottagande medlemsstaten och beläggas med återreseförbud.

## Utveckling
Den fria rörligheten sträcker sig tillbaka till det europeiska samarbetets grundande på 1950-talet. Viss fri rörlighet för personer hade redan införts genom Parisfördraget i början av 1950-talet, men omfattade då endast arbetstagare inom kol- och stålsektorerna. Det var dock först genom Romfördraget, som undertecknades den 25 mars 1957 och trädde i kraft den 1 januari 1958, som vägen mot en allmän fri rörlighet stakades ut. Vid denna tidpunkt handlade den fria rörligheten i första hand om att underlätta för arbetstagare och deras familjemedlemmar att kunna röra sig fritt för att ta anställning i någon av gemenskapens medlemsstater.
Den fria rörligheten för arbetstagare skulle enligt fördraget införas genom en stegvis process under en tolvårsperiod. För att uppnå detta antogs en rad förordningar av Europeiska ekonomiska gemenskapens råd i början av 1960-talet. Olika begränsningar på arbetsmarknaderna togs bort samtidigt som de sociala trygghetssystemen samordnades i syfte att underlätta för gränsöverskridande arbetstagare. Det var dock först genom förordning (EEG) nr 1612/68, som trädde i kraft den 8 november 1968, som fri rörlighet för arbetstagare genomfördes fullt ut. Genom förordningen fick arbetstagare inom hela Europeiska ekonomiska gemenskapen rätt att ta anställning i en annan medlemsstat på samma villkor som de egna medborgarna i den medlemsstaten. Denna förordning ändrades ett antal gånger fram till 2011, då den kodifierades genom förordningen om arbetskraftens fria rörlighet.
Genom direktiv 68/360/EEG, som antogs samtidigt som förordning (EEG) nr 1612/68, fick arbetstagare och deras familjemedlemmar även rätt att röra sig fritt och bosätta sig i en medlemsstat i syfte att ta anställning där. Kommissionen antog 1970 en förordning som gav personer som tidigare varit arbetstagare rätt att stanna kvar inom en medlemsstats territorium. Genom flera direktiv på 1970-talet utökades rätten till fri rörlighet och bosättning även till egenföretagare. I början av 1990-talet utökades den även till alla personer med tillräckliga tillgångar för att inte utgöra en belastning på den mottagande medlemsstatens sociala biståndssystem under vistelsen. Samtidigt antog rådet ett direktiv om att ge samma rättigheter till studenter. Europaparlamentet ansåg dock att detta direktiv antogs utifrån en felaktig rättslig grund, som åsidosatte parlamentets inflytande under lagstiftningsprocessen. Direktivet upphävdes efter en talan om ogiltigförklaring, och ersattes av ett nytt direktiv 1993.
Genom fördraget om Europeiska unionen, som trädde i kraft den 1 november 1993, infördes ett unionsmedborgarskap för alla medborgare i unionens medlemsstater. Genom rörlighetsdirektivet, som ersatte samtliga tidigare direktiv om rätten till bosättning, infördes bestämmelser med utgångspunkt i unionsmedborgarskapet. En allmän uppehållsrätt infördes för alla unionsmedborgare för uppehåll i andra medlemsstater i upp till tre månader, samtidigt som de tidigare bestämmelserna sammanfogades i en enda rättsakt.

### Lagstiftningens utveckling
Den rättsliga grunden för den fria rörligheten för personer återfinns i artikel 21.1 och artikel 45 i fördraget om Europeiska unionens funktionssätt (ursprungligen Romfördraget). Bestämmelserna har utvecklats över tiden genom en rad olika rättsakter, såsom direktiv och förordningar. Numera finns bestämmelserna samlade i huvudsakligen tre rättsakter. Rörlighetsdirektivet reglerar genomförandet av rörelse- och uppehållsfriheten för unionsmedborgare och deras familjemedlemmar, däribland villkoren och begränsningarna för att de ska få röra sig fritt mellan medlemsstaterna. Förordningen om arbetskraftens fria rörlighet reglerar rätten till anställning och andra bestämmelser som rör den fria rörligheten för arbetstagare. Slutligen reglerar socialförsäkringsförordningen samordningen av de sociala trygghetssystemen med syfte att säkerställa att varje person som nyttjar den fria rörligheten omfattas av endast en medlemsstats socialförsäkringssystem åt gången.

## Beståndsdelar
Den fria rörligheten består av flera olika beståndsdelar, däribland rörelse- och uppehållsfrihet, rätten att ta anställning och rätten att få tillgång till social trygghet på samma villkor som de egna medborgarna i den mottagande medlemsstaten. Utgångspunkten i den fria rörligheten är att unionsmedborgare och deras familjemedlemmar ska kunna röra sig lika fritt mellan medlemsstaterna som inom dem. Alla diskriminering på grund av nationalitet är förbjuden, utom i de fall som är uttryckligen tillåtna enligt unionens fördrag.  Likabehandlingsprincipen innebär att personer som åtnjuter uppehållsrätt och utnyttjar den fria rörligheten ska behandlas på samma sätt som de egna medborgarna i en medlemsstat. Detta gäller särskilt anställda och egenföretagare.

### Rörelse- och uppehållsfrihet
Uppehållsrätt innebär att unionsmedborgare och deras familjemedlemmar har rätt att uppehålla sig på medlemsstaternas territorium utan att behöva inneha visum, uppehållstillstånd eller motsvarande. Medlemsstaterna får inte begränsa tillgången till delar av deras territorium mer än i den mån samma begränsning görs för de egna medborgarna.
Som unionsmedborgare har man möjlighet att resa fritt mellan medlemsstaterna och att uppehålla sig i upp till tre månader i en annan medlemsstat. Under dessa tre månader kan man söka arbete eller turista. Såvida man inte är anställd eller egenföretagare har man har under denna tid inte rätt att ta del av de sociala biståndssystem som finns i den medlemsstat där man uppehåller sig. Däremot har man rätt till ”nödvändig vård”, till exempel akutvård eller vård för vissa kroniska sjukdomar.
För att uppehålla sig längre än tre månader i en annan medlemsstat krävs att man tillhör en av följande kategorier;
- Anställda och egenföretagare,
- De med tillräckliga tillgångar för att inte bli en belastning för den mottagande medlemsstatens sociala biståndssystem och som innehar en heltäckande sjukförsäkring,
- Studenter med tillräckliga tillgångar, samt heltäckande sjukförsäkring, för att personen inte ska bli en belastning för den medlemsstat där man studerar,
- Närstående till en familjemedlem som uppfyller något av de ovanstående kraven.

Om personen faller utanför en av dessa fyra kategorier finns det inte någon rätt att uppehålla sig i en annan medlemsstat efter det att de inledande tre månaderna löpt ut. Den mottagande medlemsstaten kan då välja att bevilja uppehållstillstånd utifrån nationella regler, men är inte tvingad av EU-rätten att göra det.
Genom olika direktiv på 1990-talet utökades den fria rörligheten för personer till att även innefatta andra grupper än arbetstagare, däribland studenter, pensionärer och andra personer som kan försörja sig själva och sin familj i den mottagande medlemsstaten. Dessa bestämmelser återfinns nu i rörlighetsdirektivet.
Grundförutsättningarna är att man har rätt att uppehålla sig i upp till tre månader i en annan medlemsstat förutsatt att man har ett giltigt pass eller nationellt identitetskort. Perioden kan användas för att till exempel turista; det finns inga krav på att personen i fråga har ett särskilt syfte med sitt uppehåll.  Under denna första tidsperiod har man inte rätt att utnyttja de sociala biståndssystem som finns i den medlemsstat man rest in i, men däremot rätt till nödvändig vård. Den medlemsstat man uppehåller sig i har rätt att kräva att man anmäler sin närvaro inom en rimlig tid från inresan. De första tre månadernas fria rörlighet kan begränsas, eller helt upphävas, vid omständigheter som rör den allmänna ordningen, den allmänna säkerheten eller folkhälsan.

### Fri rörlighet för arbetstagare, egenföretagare och deras familjemedlemmar
Det ursprungliga EEG-fördraget föreskrev att fri rörlighet för arbetstagare skulle inrättas gradvis. Fri rörlighet för arbetstagare realiserades i slutet av 1960-talet mellan de sex medlemsstaterna: Belgien, Frankrike, Italien, Luxemburg, Nederländerna och Västtyskland. Den fria rörligheten innefattar likabehandlingsprincipen, som innebär att europeiska arbetstagare inte får diskrimineras negativt gentemot de inhemska arbetstagarna i en medlemsstat.
Den fria rörligheten för arbetstagare inom EU är i grunden ett verktyg för att skapa en inre marknad för arbetskraft. EU-medborgare ska fritt kunna söka arbete inom unionens medlemsstater och för att kunna göra det har de getts en rätt till fri rörlighet. Medborgare i medlemsstater med hög arbetslöshet kan då täcka behovet av arbetskraft i medlemsstater med arbetskraftsbrist och specialistkompetens kan lättare hitta arbete inom sin smala bransch när det står fritt att söka arbete inom hela unionen. Den fria rörligheten har sin grund främst i artikel 45 i EUF-fördraget, men har också utvecklats genom sekundärrätt, så som rörlighetsdirektivet, och genom praxis, rättsliga avgöranden, från EU-domstolen. EU-medborgare har genom dessa regleringar en viss rätt att röra sig mellan medlemsstaterna och att uppehålla sig i en annan medlemsstat, om vissa kriterier och tidsramar uppfylls. Genom detta kan eventuell obalans mellan tillgång och efterfrågan på arbetskraft och arbeten jämnas ut.
För att räknas som anställd eller egenföretagare måste man nå upp till vissa grundkrav som definierats av EU-domstolen. Arbetet måste vara stadigvarande och löpande samt ske mot en ersättning. Med andra ord ska det handla om fast arbete mot en i förväg förutsebar lön. Det gör att till exempel tiggeri eller tillfälliga påhugg inte ger en rätt att uppehålla sig i en annan EU-stat. Däremot behöver inte lönen utgöras av pengar, det går bra att arbeta mot till exempel mat och husrum för att kvalificera sig till rätten att uppehålla sig.

### Familjemedlemmars rättigheter
Enligt rörlighetsdirektivet har familjemedlemmar till unionsmedborgare en härledd rätt till fri rörlighet. Syftet är att säkerställa att en unionsmedborgare faktiskt kan nyttja sin rätt till fri rörlighet utan att ge upp sitt familjeliv. Därför kan till exempel en maka eller make följa med en unionsmedborgare när denna nyttjar sin fria rörlighet. Direktivet gäller endast när unionsmedborgare nyttjar denna rättighet genom att uppehålla sig i en annan medlemsstat än den där han eller hon är medborgare. Enligt rättspraxis fastställd av EU-domstolen ska direktivets bestämmelser dock tillämpas analogt även när en unionsmedborgare, som tidigare varit bosatt i en annan medlemsstat, flyttar hem till sitt hemland igen.

### Likabehandling
Personer som omfattas av fri rörlighet omfattas av likabehandlingsprincipen. Det innebär att medlemsstaterna ska behandla dessa personer på samma sätt som sina egna medborgare, såvida inte unionsrätten ger dem rätt att göra åtskillnad. I regel är all diskriminering baserat på nationalitet förbjuden. Medlemsstaterna kan dock begränsa utländska unionsmedborgares rätt att ta anställning inom vissa offentliga yrken, till exempel som polis eller domare. Det är även tillåtet för en arbetsgivare att ställa krav på språkkunskaper om detta krävs för anställningen, men kraven måste då vara lika för alla sökande oavsett medborgarskap.
I vissa fall kan diskriminering vara tillåtet, exempelvis kan en medlemsstat begränsa tillgången för personer med utländska examina till vissa utbildningar, såsom läkarutbildningar, för att skydda folkhälsan. Sådan diskriminering är dock endast tillåten om den sker i enlighet med unionsrättens principer, i synnerhet proportionalitetsprincipen.

### Social trygghet
Personer som nyttjar den fria rörligheten omfattas av socialförsäkringsförordningen, som ska säkerställa att varje person omfattas av ett och endast ett socialförsäkringssystem i taget. Förordningen syftar även till att säkerställa att en person aldrig förlorar social trygghet genom att röra sig mellan medlemsstaterna. En arbetstagare som intjänar pension i en medlemsstat ska till exempel inte gå miste om denna på grund av att personen senare tar anställning eller flyttar till en annan medlemsstat.

### Ömsesidigt erkännande av examens-, utbildnings- och andra behörighetsbevis
Unionsrätten innehåller även vissa bestämmelser om ömsesidigt erkännande av examens-, utbildnings- och andra behörighetsbevis. Grundregeln är att en person som är behörig att arbeta inom ett visst yrke i en medlemsstat även är behörig att arbeta inom samma yrke i alla övriga medlemsstater. Dock kan vissa krav vad gäller till exempel språkkunskaper ställas. Även i de fall då en person inte är behörig att arbeta inom ett visst yrke i sitt ursprungsland måste behörighet ges för att arbeta inom yrket i den mottagande medlemsstaten om utbildningen är likvärdig med den utbildning som krävs i denna medlemsstat.

### Förenklade regler om framläggande av officiella handlingar
Genom en förordning har regler om framläggande av vissa officiella handlingar inom unionen förenklats. En rad olika officiella handlingar har till exempel undantagits från alla regler om legalisering som annars normalt gäller för erkännande av handlingar som utfärdats av andra stater. Förordningen berör även krav på översättning av officiella dokument.

### Översikt
Nedan presenteras villkoren och innebörden av den fria rörligheten för olika kategorier av personer.
| Grund för uppehållsrätt                            | Uppehåll i upp till tre månader | Uppehåll i mer än tre månader men mindre än sex månader | Uppehåll i mer än sex månader | Uppehåll efter fem år |
| -------------------------------------------------- | --- | --- | --- | --- |
| Anställda och deras familjemedlemmar               | Uppehållsrätt kräver endast innehav av en giltig resehandling. Full tillgång till den mottagande medlemsstatens sociala biståndssystem på samma villkor som inhemska medborgare. | Uppehållsrätt kräver endast innehav av en giltig resehandling. Full tillgång till den mottagande medlemsstatens sociala biståndssystem på samma villkor som inhemska medborgare. | Uppehållsrätt kräver endast innehav av en giltig resehandling. Full tillgång till den mottagande medlemsstatens sociala biståndssystem på samma villkor som inhemska medborgare. | Permanent uppehållsrätt med full tillgång till den mottagande medlemsstatens sociala biståndssystem.                                          |
| Egenföretagare och deras familjemedlemmar          | Uppehållsrätt kräver endast innehav av en giltig resehandling. Full tillgång till den mottagande medlemsstatens sociala biståndssystem på samma villkor som inhemska medborgare. | Uppehållsrätt kräver endast innehav av en giltig resehandling. Full tillgång till den mottagande medlemsstatens sociala biståndssystem på samma villkor som inhemska medborgare. | Uppehållsrätt kräver endast innehav av en giltig resehandling. Full tillgång till den mottagande medlemsstatens sociala biståndssystem på samma villkor som inhemska medborgare. | Permanent uppehållsrätt med full tillgång till den mottagande medlemsstatens sociala biståndssystem.                                          |
| Arbetssökande och deras familjemedlemmar           | Uppehållsrätt kräver endast innehav av en giltig resehandling. Tillgången till den mottagande medlemsstatens sociala biståndssystem kan begränsas.                               | Uppehållsrätt kräver innehav av en giltig resehandling och att personen har en faktisk möjlighet att hitta en anställning. Tillgången till den mottagande medlemsstatens sociala biståndssystem kan begränsas. | Uppehållsrätt saknas i allmänhet | – |
| Studenter och deras familjemedlemmar               | Uppehållsrätt kräver endast innehav av en giltig resehandling. Tillgången till den mottagande medlemsstatens sociala biståndssystem kan begränsas.                               | Uppehållsrätt kräver att personen bedriver studier eller genomgår en yrkesutbildning vid en erkänd institution, samt har en heltäckande sjukförsäkring som gäller i den mottagande medlemsstaten och avger en förklaring eller motsvarande om att han eller hon har tillräckliga tillgångar för sig själv och sin familj för att inte bli en belastning för den mottagande medlemsstatens sociala biståndssystem under vistelsen. Full tillgång till den mottagande medlemsstatens sociala biståndssystem på samma villkor som inhemska medborgare, utom vad gäller studiemedel. | Uppehållsrätt kräver att personen bedriver studier eller genomgår en yrkesutbildning vid en erkänd institution, samt har en heltäckande sjukförsäkring som gäller i den mottagande medlemsstaten och avger en förklaring eller motsvarande om att han eller hon har tillräckliga tillgångar för sig själv och sin familj för att inte bli en belastning för den mottagande medlemsstatens sociala biståndssystem under vistelsen. Full tillgång till den mottagande medlemsstatens sociala biståndssystem på samma villkor som inhemska medborgare, utom vad gäller studiemedel. | Permanent uppehållsrätt med full tillgång till den mottagande medlemsstatens sociala biståndssystem på samma villkor som inhemska medborgare. |
| Övriga unionsmedborgare och deras familjemedlemmar | Uppehållsrätt kräver endast innehav av en giltig resehandling. Tillgången till den mottagande medlemsstatens sociala biståndssystem kan begränsas.                               | Uppehållsrätt kräver att personen har tillräckliga tillgångar för sig själv och sin familj för att inte bli en belastning för den mottagande medlemsstatens sociala biståndssystem under vistelsen, samt har en heltäckande sjukförsäkring som gäller i den mottagande medlemsstaten. Full tillgång till den mottagande medlemsstatens sociala biståndssystem på samma villkor som inhemska medborgare, utom vad gäller studiemedel. | Uppehållsrätt kräver att personen har tillräckliga tillgångar för sig själv och sin familj för att inte bli en belastning för den mottagande medlemsstatens sociala biståndssystem under vistelsen, samt har en heltäckande sjukförsäkring som gäller i den mottagande medlemsstaten. Full tillgång till den mottagande medlemsstatens sociala biståndssystem på samma villkor som inhemska medborgare, utom vad gäller studiemedel. | Permanent uppehållsrätt med full tillgång till den mottagande medlemsstatens sociala biståndssystem på samma villkor som inhemska medborgare. |

## Begränsningar
Den fria rörligheten för personer kan inskränkas med hänsyn till allmän ordning, allmän säkerhet och folkhälsa. Sådana begränsningar får endast tillämpas på ett icke-diskriminerande sätt, motiveras med hänsyn till ett trängande allmänintresse och vara proportionerliga; de måste alltså vara ägnade att säkerställa förverkligandet av den målsättning som eftersträvas och inte gå utöver vad som krävs för att nå denna målsättning. Inskränkningar motiverade av allmän ordning och allmän säkerhet måste beakta omständigheterna i varje enskilt fall. Inskränkningar med hänsyn till folkhälsa får endast motiveras av någon av de sjukdomar som är epidemiska enligt Världshälsoorganisationen eller någon annan smittsam infektions- eller parasitsjukdom för vilken skyddsåtgärder även gäller de egna medborgarna i den berörda medlemsstaten.

### Coronavirusutbrottet 2019–2021
Till följd av covid-19-pandemin införde de flesta Schengenstater i mars 2020 tillfälliga gränskontroller, i vissa fall även inskränkningar i rätten till fri rörlighet för personer. Det innebär att även personer som innehar giltig resehandling kan nekas inresa till medlemsstaterna, om de inte uppfyller särskilda krav. De egna medborgarna är generellt alltid undantagna, liksom andra personer som är bosatta eller arbetar i ett land. Den 16 mars 2020 föreslog Europeiska kommissionens ordförande att Schengenområdet och övriga Europeiska unionen inför ett tillfälligt inreseförbud från omvärlden. Förbudet skulle gälla alla utom unionsmedborgare, deras familjemedlemmar, varaktigt bosatta inom unionen och vissa andra grupper, t.ex. diplomater och experter av olika slag som behövs för sjukvården.

## Relation till Schengensamarbetet
Schengensamarbetet kompletterar den fria rörligheten för personer genom att gränskontrollerna mellan de medlemsstater som deltar i Schengensamarbetet är avskaffade. Istället har gränskontrollerna vid de yttre gränserna mot tredjeländer förstärkts. Syftet är att underlätta den fria rörligheten för personer, framför allt för varutransporter, såsom lastbilar, och för arbetstagare i gränsområden som dagligen pendlar över gränserna. Avskaffandet av de inre gränskontrollerna påverkar dock inte villkoren för att utöva den fria rörligheten för personer. Även inom Schengenområdet måste unionsmedborgare och deras familjemedlemmar uppfylla kraven för fri rörlighet när de rör sig över gränserna. Till exempel måste alla i regel inneha en giltig resehandling och kunna uppvisa denna på begäran vid till exempel en vanlig poliskontroll. Tillfälliga gränskontroller kan återinföras som en sista utväg om det förekommer ett allvarligt hot mot den allmänna ordningen eller den inre säkerheten i en medlemsstat. För tillfället ingår 26 stater i Schengenområdet: 22 av EU:s 27 medlemsstater samt Island, Liechtenstein, Norge och Schweiz genom särskilda associeringsavtal. Bulgarien, Cypern, Kroatien och Rumänien är alla fullt bundna av Schengenregelverket, men tillämpar ännu inte de delar som rör avskaffandet av de inre gränskontrollerna. Irland står utanför större delen av Schengensamarbetet, men deltar i vissa delar som rör framför allt polissamarbete och straffrättsligt samarbete.

## Ekonomiska och politiska effekter
EU-migrant är inte en term som har någon juridisk betydelse i EU-rätten, utan används främst av svensk media för att beteckna de EU-medborgare som utnyttjar sig av den fria rörlighetens rätt till inresa och tre månaders uppehåll i en annan EU-stat i annat syfte än att turista, söka arbete eller studera och som inte heller har tillgångar tillräckliga för att försörja sig själva väl på plats. Begreppet har främst använts för att beteckna EU-medborgare som reser från medlemsstater med lägre ekonomisk standard till medlemsstater med högre ekonomisk standard. Syftet för att uppehålla sig i den nya medlemsstaten kan vara att få tillgång till de nationella välfärdssystemen, så som sjukvård, arbetslöshetsunderstöd eller andra sociala förmåner, men också att tjäna pengar genom t.ex. prostitution eller tiggeri.  EU-migrant som begrepp har kopplingar till begreppet välfärdsturism, eller social turism, och de diskussioner som fördes om risken för utnyttjande av välfärdsskillnader inom unionen vid tiden för EU:s utvidgning i östra Europa.